# Nenad Šarić
Nenad Šarić Brada (Rijeka, 10. listopada 1947. – Karlovac, 3. svibnja 2012.) bio je hrvatski glazbenik. Poznat je kao bubnjar sastava Novi fosili.

## Životopis

### Karijera
Glazbom se počeo baviti u srednjoj školi, kada je postao bubnjar hrvatskog rock-sastava Jutarnje zvijezde. U ovom sastavu svirao je sve do 1967. godine, kada je, kao profesionalni glazbenik postao član rock sastava „Meteori“. Sve do 1985. godine, bio je član pratećih sastava koji su svirali s Oliverom Dragojevićem, Terezom Kesovijom i drugima.
Nakon iznenadne smrti dotadašnjeg bubnjara i osnivača Novih fosila, Slobodana Momčilovića Moke, 1985. godine, Šarić postaje stalni član Novih fosila. S njima je svirao do 1991. godine, kada se sastav službeno raspao, i opet od 2005. godine do smrti. Nakon ponovnog početka rada sastava, Šarić je osim uloge bubnjara imao i ulogu izvršnog producenta Novih fosila.
Preminuo je 3. svibnja 2012. godine u 65. godini života u Karlovcu, od posljedica moždanog udara.

### Brak
Skoro 20 godina bio je u braku sa Sanjom Doležal, pjevačicom Novih fosila.